# Lola Robles
Pour les articles homonymes, voir Robles.
Lola Robles, née le 17 septembre 1963 à Madrid, est une écrivaine espagnole de science-fiction.
Elle se définit comme militante féministe, pacifiste et queer.

## Œuvres

### Romans
- (es) La Rosa de las nieblas, Kira, 1999
- (es) El informe Monteverde: primera aproximación al est, Equipo Sirius, 2005
- (es) Flores de metal, Equipo Sirius, 2007
- (es) Yabarí, Cerbero, 2017
- (es) El informe Monteverde, Crononauta, 2018
- (es) El árbol de Sefarad, Cerbero, 2018

### Contes
- (es) Amargarita Páez: relatos, 2002Première et deuxième éditions dans Mujer Palabra, 2002 et 2007, troisième édition revue et augmentée, 2010
- (es) Historias del Crazy Bar y otros relatos de lo imposible, Stonewall, 2013Écrit avec María Concepción Regueiro.

### Essais
- (es) En regiones extrañas: un mapa de la ciencia ficción, lo fantástico y lo maravilloso, Palabaristas Press, 2016

## Récompenses
- Prix Ignotus du meilleur essai 2017 pour En regiones extrañas.
- Prix Gabriel 2020, décerné par PÓRTICO, Asociación Española de Fantasía, Ciencia Ficción y Terror, pour son apport au monde de la science-fiction.